# Еммануель Гальярді
Еммануель Гальярді (італ. Emmanuelle Gagliardi; нар. 9 липня 1976) — колишня швейцарська теніссистка.
Не здобула жодного титулу туру WTA в одиночному розряді, але досягла півфіналу Indian Wells Masters 2002. У парномі розряді Гальярді досягла півфіналу Відкритого чемпіонату Австралії 2003 з Петра Мандула та перемогла у China Open 2004 з Дінарою Сафіною.

## Досягнення
| Турнір                                 | 2007 | 2006 | 2005 | 2004 | 2003 | 2002 | 2001 | 2000 | 1999 | 1998 | 1997 |
| -------------------------------------- | ---- | ---- | ---- | ---- | ---- | ---- | ---- | ---- | ---- | ---- | ---- |
| Відкритий чемпіонат Австралії з тенісу | 1р   | 1р   | 1р   | 2р   | 2р   | 2р   | 3р   | 2р   | -    | 1р   | 1р   |
| Відкритий чемпіонат Франції з тенісу   | 1р   | 2р   | 2р   | 1р   | 2р   | 1р   | 1р   | 2р   | 2р   | 2р   | 2р   |
| Вімблдонський турнір                   | 1р   | 1р   | 1р   | 3р   | 2р   | 2р   | 3р   | 1р   | 1р   | 1р   | 2р   |
| Відкритий чемпіонат США з тенісу       | 1р   | -    | 1р   | 1р   | 1р   | 1р   | 1р   | 1р   | 1р   | 1р   | 1р   |

## Фінали турнірів WTA

### Парний розряд: 10 (4–6)
| Турніри Великого шолома (0) |
| Турніри WTA (0)             |
| Tier I (0)                  |
| Tier II (1)                 |
| Tier III (2)                |
| Tier IV & V (1)             |

| Результат | Ранг | Дата            | Турнір                                    | Покриття | Партнер              | Опоненти                             | Рахунок                 |
| --------- | ---- | --------------- | ----------------------------------------- | -------- | -------------------- | ------------------------------------ | ----------------------- |
| Поразка   | 1.   | 5 січня 2001    | ASB Classic, Нова Зеландія                | Тверде   | Барбара Шетт         | Александра Фусаї Ріта Гранде         | 6–7(7–9), 3–6           |
| Поразка   | 2.   | 13 квітня 2003  | Estoril Open, Португалія                  | Ґрунт    | Марет Ані            | Петра Мандула Патріція Вартуш        | 7-6(7–3), 6-7(3–7), 2-6 |
| Поразка   | 3.   | 28 квітня 2003  | Бол, Хорватія                             | Ґрунт    | Патті Шнідер         | Петра Мандула Патріція Вартуш        | 3–6, 2–6                |
| Перемога  | 4.   | 18 квітня 2004  | Estoril Open, Португалія                  | Ґрунт    | Жанетта Гусарова     | Ольга Благотова Габріела Навратілова | 6–3, 6–2                |
| Поразка   | 5.   | 2 серпня 2004   | Nordea Nordic Light Open, Швеція          | Тверде   | Анна-Лена Гренефельд | Алісія Молік Барбара Шетт            | 3–6, 3–6                |
| Поразка   | 6.   | 22 серпня 2004  | Мастерс Цинциннаті, США                   | Тверде   | Анна-Лена Гренефельд | Марлен Вайнгартнер Джилл Крейбас     | 5–7, 6–7(2–7)           |
| Перемога  | 7.   | 26 вересня 2004 | China Open (теніс), КНР                   | Тверде   | Дінара Сафіна        | Хісела Дулко Марія Венто-Кабчі       | 6–4, 6–4                |
| Перемога  | 8.   | 20 лютого 2005  | Copa Colsanitas Santander, Колумбія       | Ґрунт    | Тіна Писник          | Любомира Курхайцова Барбора Стрицова | 6–4, 6–3                |
| Перемога  | 9.   | 21 вересня 2005 | Guangzhou International Women's Open, КНР | Тверде   | Марія Елена Камерін  | Нега Уберой Шіха Уберой              | 7–6(7–5), 6–3           |
| Поразка   | 10.  | 8 жовтня 2006   | Tashkent Open, Узбекистан                 | Тверде   | Марія Елена Камерін  | Тетяна Пучек Вікторія Азаренко       | W/O                     |

### Mixed Парний розряд: 1 (1–0)
| Результат | Ранг | Дата            | Турнір                  | Покриття | Партнер       | Опоненти                        | Рахунок  |
| --------- | ---- | --------------- | ----------------------- | -------- | ------------- | ------------------------------- | -------- |
| Перемога  | 1.   | 25 вересня 2004 | China Open (теніс), КНР | Тверде   | Тріпп Філліпс | Джилл Крейбас Джастін Гімелстоб | 6–1, 6–2 |

## Фінали ITF
| Турніри $100,000 |
| Турніри $75,000  |
| Турніри $50,000  |
| Турніри $25,000  |
| Турніри $10,000  |

### Одиночний розряд  Фінали: 9 (8–1)
| Результат | No | Дата             | Категорія | Турнір                   | Покриття  | Опонент        | Рахунок            |
| --------- | -- | ---------------- | --------- | ------------------------ | --------- | -------------- | ------------------ |
| Перемога  | 1. | 7 червня 1993    | 10,000    | Ніколозі, Італія         | Ґрунт     | Laurence Bois  | 4-6, 6-3, 6-1      |
| Перемога  | 2. | 24 липня 1995    | 10,000    | Стамбул, Туреччина       | Тверде    | Міріам Шнітцер | 6–4, 7–6(10–8)     |
| Перемога  | 3. | 05 травня 1996   | 25,000    | Флоріанополіс, Бразилія  | Ґрунт     | Ларісса Шерер  | 6-1, 7-5           |
| Перемога  | 4. | 16 червня 1996   | 25,000    | Зальцбург, Австрія       | Ґрунт     | Барбара Мулей  | 6-4, 6-1           |
| Перемога  | 5. | 2 листопада 1997 | 75,000    | Остін (Техас), США       | Тверде    | Міягі Нана     | 6-2, 3-6, 6-4      |
| Перемога  | 6. | 19 жовтня 1998   | 25,000    | Welwyn, Велика Британія  | Килим (i) | Анна Кремер    | 6–1, 1–1 ret.      |
| Поразка   | 7. | 9 липня 2000     | 25,000    | Чивітанова-Марке, Італія | Ґрунт     | Лі На          | 3–6, 6–4, 6–7(0–7) |
| Перемога  | 8. | 21 жовтня 2001   | 50,000    | Ларґо, США               | Тверде    | Марісса Ірвін  | 7–6(7–5), 7–5      |
| Перемога  | 9. | 5 серпня 2007    | 75,000    | Ріміні, Італія           | Ґрунт     | Стефані Форец  | 6–3, 7–6(7–5)      |

### Парний розряд Фінали: 9 (6–3)
| Результат | No | Дата           | Категорія | Турнір                  | Покриття | Партнер                   | Опоненти                                         | Рахунок                 |
| --------- | -- | -------------- | --------- | ----------------------- | -------- | ------------------------- | ------------------------------------------------ | ----------------------- |
| Поразка   | 1. | 26 липня 1993  | 10,000    | Стамбул, Туреччина      | Тверде   | Alessia Sciarpelletti     | Patrícia Marková Nathaly Tijssen                 | 6–2, 3–6, 0–6           |
| Перемога  | 2. | 9 серпня 1993  | 10,000    | Ніколозі, Італія        | Тверде   | Alessia Sciarpelletti     | Alessia Vesuvio Sara Ventura                     | 7-5, 6-4                |
| Поразка   | 3. | 30 травня 1994 | 25,000    | Барселона, Іспанія      | Тверде   | Петра Рацлавська          | Крістіна Торренс-Валеро Алісія Ортуньйо          | 6–3, 2–6, 2–6           |
| Перемога  | 4. | 12 червня 1995 | 10,000    | Масса, Італія           | Ґрунт    | Марція Гроссі             | Аліче Канепа Джулія Казоні                       | 3–6, 6–4, 7–5           |
| Перемога  | 5. | 5 травня 1996  | 25,000    | Флоріанополіс, Бразилія | Ґрунт    | Марія-Флоренсія Сьянфанья | Міріам Д'Агостіні Андреа Віейра                  | 4-6, 6-4, 6-4           |
| Поразка   | 6. | 16 червня 1996 | 25,000    | Зальцбург, Австрія      | Ґрунт    | Софія Празеріс            | Алісія Ортуньйо Вероніка Стеле                   | 0–6, 4–6                |
| Перемога  | 7. | 22 лютого 1999 | 25,000    | Bushey, Great Britain   | Килим    | Каталін Мароші            | Светлана Кривенчева Тіна Кріжан                  | 6–7(4–7), 6–2, 7–6(7–0) |
| Перемога  | 8. | 31 жовтня 1999 | 50,000    | Даллас, США             | Тверде   | Ірина Селютіна            | Саманта Рівз Джессіка Стек                       | 6-3, 6-3                |
| Перемога  | 9. | 7 квітня 2008  | 75,000    | Монсон, Іспанія         | Тверде   | Фудзівара Ріка            | Марія Хосе Мартінес Санчес Аранча Парра Сантонха | 1–6, 7–6(7–5), [10–8]   |